# Kari Varis
Kari Varis (* 23. November 1983 in Joensuu) ist ein finnischer Skilangläufer, vor allem bekannt als zwölfmaliger Sieger im Finlandia-hiihto, dem größten Skimarathon in Finnland und Etappe der Worldloppet-Serie. Er startet derzeit für den Verein Ilmajoen Kisailijat. Bis 2010 war sein Verein Joensuun Kataja, von 2010 bis 2018 der Skiclub Kouvola.

## Werdegang
Varis' erste Teilnahme an einem internationalen Rennen war am 9. Dezember 2001 über 10 km Freistil beim Kontinentalcup im finnischen Kajaani. Im Skilanglauf-Weltcup startete er erstmalig am 7. März 2004 beim 15-km-Rennen in der klassischen Technik im finnischen Lahti, wo er den 64. Platz erreichte. Bei den Nordischen Skiweltmeisterschaften 2011 am Holmenkollen in Oslo erreichte er den 45. Platz im 30-km-Skiathlon. Seine beste Weltcup-Einzelplatzierung erreichte er mit Rang 37 über 15 km Freistil im November 2012 im schwedischen Gällivare. Somit kam er nie in die Punkteränge (bis 2020 erhielten nur die besten 30 Athleten Punkte). Sein letztes Weltcuprennen bestritt er am 29. Februar 2020.
In den Jahren 2007 bis 2022 gewann er zwölfmal den Finlandia-hiihto, sechsmal über 50 bis 65 km klassisch und sechsmal über 32 bis 50 km Freistil. Darüber hinaus errang er in diesem Skimarathon weitere vier Podestplätze sowie einige weitere Top-Ten-Platzierungen, 2024 kam er im 62-km-Freistillauf als Vierter ins Ziel. 2017 erreichte er den 11. Rang in der Gesamtwertung des FIS Worldloppet Cups.
Bei den finnischen Meisterschaften 2007 in Keuruu gewann Varis Bronze im Sprint. 2009 in Jämijärvi gewann er Bronze im Verfolgungsrennen, 2010 verteidigte er diese Medaille in Keuruu. Ebenfalls eine Bronzemedaille gewann er bei den finnischen Meisterschaften 2013 in Jämijärvi über 15 km Freistil. Im selben Jahr holte er Silber im Sprint in Kontiolahti, ein Jahr später ebenfalls Silber in Vaajakoski, 2015 in Ruka und 2016 in Imatra. Ein Jahr später gewann er Bronze in Kontiolahti. Er erreichte sein bestes nationales Einzelergebnis 2021 mit Silber über 50 km Freistil in Ristijärvi. Im Team des Skiclubs Kouvola gewann Varis bei den finnischen Meisterschaften 2018 in Taivalkoski Gold in der Staffel.
Varis nimmt auch an nationalen Wettbewerben im Orientierungslauf, sein Verein ist Kalevan Rastia.